# Roman Skuhravý
Roman Skuhravý (* 6. ledna 1975) je bývalý český fotbalový obránce a současný fotbalový trenér.
Je bratrancem bývalého reprezentačního útočníka Tomáše Skuhravého.

## Klubová kariéra
S fotbalem začínal v Přerově nad Labem, odkud odešel do Mladé Boleslavi. V osmnácti letech přestoupil do Jablonce, kde působil v letech 1993–2003. 24. dubna 1999 v utkání Jablonce proti Baníku Ostrava si smolně vstřelil dva vlastní góly. Jednou prostřelil i brankáře Ostravy a zápas skončil remízou 2:2.
V roce 2000 odešel hostovat do Baníku Ostrava, ale krátce nato prodělal zranění kolena, čímž de facto skončila jeho kariéra. Po dobu dvou let nehrál fotbal, poté od února 2003 hostoval v nižší soutěži za Varnsdorf. V létě 2003 odešel do Plzně. S kariérou se loučil v roce 2004 ve Viktorii Plzeň, která sestoupila z první ligy.

## Reprezentační kariéra
V letech 1996–1997 nastupoval za český reprezentační výběr do 21 let, odehrál celkem 8 zápasů a v přátelském utkání s Rakouskem vstřelil jeden gól (z pokutového kopu).
Gól Romana Skuhravého za český tým do 21 let
| Gól | Datum       | Stadion                  | Soupeř   | Skóre | Výsledek | Soutěž          |
| --- | ----------- | ------------------------ | -------- | ----- | -------- | --------------- |
| 010 | 28. 5. 1996 | Braunau am Inn, Rakousko | Rakousko | 0:3   | 0:5      | Přátelský zápas |

## Trenérská kariéra
S trénováním začínal u mládežnických týmů Jablonce. Od června 2012 byl asistentem trenéra A-mužstva Václava Kotala. Začátkem května 2013 po vysoké prohře 1:5 na hřišti Slavie Praha Kotal u mužstva skončil a tým převzal Roman Skuhravý. Do konce sezóny 2012/13 s týmem neprohrál (2 výhry a 2 remízy), což stačilo na konečné 4. místo v ligové tabulce. V sezóně slavil zisk českého fotbalového poháru po vítězství ve finále nad FK Mladá Boleslav, čímž si Jablonec zajistil start ve třetím předkole Evropské ligy 2013/14. Po konci sezóny podepsal s Jabloncem dvouletou smlouvu. Asistentem byl Pavel Drsek, trenérem brankářů zůstal Jan Stejskal. Na začátku nové sezóny 2013/14 (12. července 2013) získal s týmem český Superpohár, Jablonec porazil ligového šampiona, tým FC Viktoria Plzeň poměrem 3:2. Skuhravého začátek u jabloneckého A-mužstva byl tedy velmi úspěšný.
Roman Skuhravý se inspiroval kvalitní prací německého trenéra Jürgena Kloppa v Borussii Dortmund. Ve třetím předkole Evropské ligy 2013/14 úspěšně sestavil základní jedenáctku i přes pochyby klubového šéfa Miroslava Pelty. Tu pak na hřišti vhodně prostřídal a Jablonec porazil norského soupeře Strømsgodset IF doma (2:1) i venku (3:1). V play-off předkole jeho tým narazil na favorizovaný španělský celek Betis Sevilla, s nímž odehrál doma více než vyrovnanou partii, ale kvůli nízké střelecké produktivitě prohrál 1:2. V odvetě dominoval soupeř z Pyrenejského poloostrova, který nasázel Jablonci šest branek (prohra Jablonce 0:6).
Po sezoně 2013/14 v Jablonci skončil a na trenérské stoličce tohoto klubu ho nahradil Jaroslav Šilhavý. Před sezonou 2015/16 se stal hlavním trenérem klubu FK Varnsdorf, kde ho po skončení podzimní části soutěže nahradil Zdenko Frťala.
Na začátku sezony 2016/17 převzal funkci hlavního trenéra v SFC Opava. Ve své úvodní sezóně dovedl Slezský FC Opava až do finále českého poháru (tým při své pouti vyřadil čtyři prvoligová mužstva: 1. FC Slovácko, FC Viktoria Plzeň, FC Zbrojovka Brno a FK Mladá Boleslav) a v lize skončil na třetím místě. Ve finále hraném 17. května 2017 na Andrově stadionu v Olomouci pak Opava podlehla 0:1 klubu FC Fastav Zlín. Následující ročník druhé ligy s Opavou vyhrál a zajistil tak postup do nejvyšší soutěže. Za své úspěchy byl jmenován trenérem roku Fortuna národní ligy 2017/18. V září 2018 ukončil kvůli rodinným důvodům své angažmá v Opavě a přijal místo trenéra u hlavního opavského konkurenta v boji o záchranu FK Dukla Praha.